# Caspar Netscher
Caspar Netscher (ur. ok. 1639 w Heidelbergu, zm. 15 stycznia 1684 w Hadze) – holenderski malarz i rysownik pochodzenia niemieckiego.

## Życiorys
Za młodu przebywał w Arnhem, gdzie uczył się u malarza martwych natur i portrecisty Hendricka Costera. Około 1654 przeniósł się do Deventer i został uczniem Gerarda Terborcha. Później osiadł na stałe w Hadze, gdzie w 1662 przystąpił do Confrérie Pictura.

## Twórczość
Malował wnętrza stajenne i kuchenne. Tworzył też niewielkie obrazy historyczne i religijne oraz sceny pastoralne w pejzażu. Ważną dziedziną jego twórczości były niewielkie portrety w stylu Antoona van Dycka.
Naśladowcami Caspara Netschera byli jego dwaj synowie – Theodorus Netscher (1661–1728) i Constantin Netscher (1668–1723).

## Wybrane dzieła
- Chłopiec w polskim stroju (1668–1672) – Kraków, Muzeum Czartoryskich
- Dwaj chłopcy puszczający bańki mydlane (1670) – Londyn, National Gallery
- Koncert – Monachium, Stara Pinakoteka
- Koronczarka (1662) – Londyn, Wallace Collection[3]
- Kuchnia – Berlin, Gemäldegalerie
- Madame Montespan grająca na harfie (1671) – Drezno, Galeria Drezdeńska
- Muzykujące towarzystwo (1666) – Drezno, Galeria Drezdeńska
- Pasterz i pasterka (1683) – Brunszwik, Herzog Anton Ulrich – Museum
- Piszący list (1665) – Drezno, Galeria Drezdeńska
- Portret Cornelisa II Evertsena (1675) – Kraków, Zamek Królewski na Wawelu
- Portret damy (1676) – Madryt, Muzeum Thyssen-Bornemisza
- Portret damy (1682) – Kraków, Muzeum Narodowe
- Portret kobiety – Berlin, Gemäldegalerie
- Portret Marii II Stuart (1683) – St. Petersburg, Ermitaż
- Portret mężczyzny – Kolnia, Wallraf-Richartz-Museum
- Portret mężczyzny w długiej peruce (1680) – Berlin, Gemäldegalerie
- Portret Wilhelma III – Amsterdam, Rijksmuseum
- Prządka (ok. 1662) – Drezno, Galeria Drezdeńska
- Scena z mężczyzną przy sieczkarni – Filadelfia, Metropolitan Museum of Art
- Toaleta damy (1665) – Drezno, Galeria Drezdeńska
- Wertumnus i Pomona (1681) – Berlin, Gemäldegalerie

## Galeria

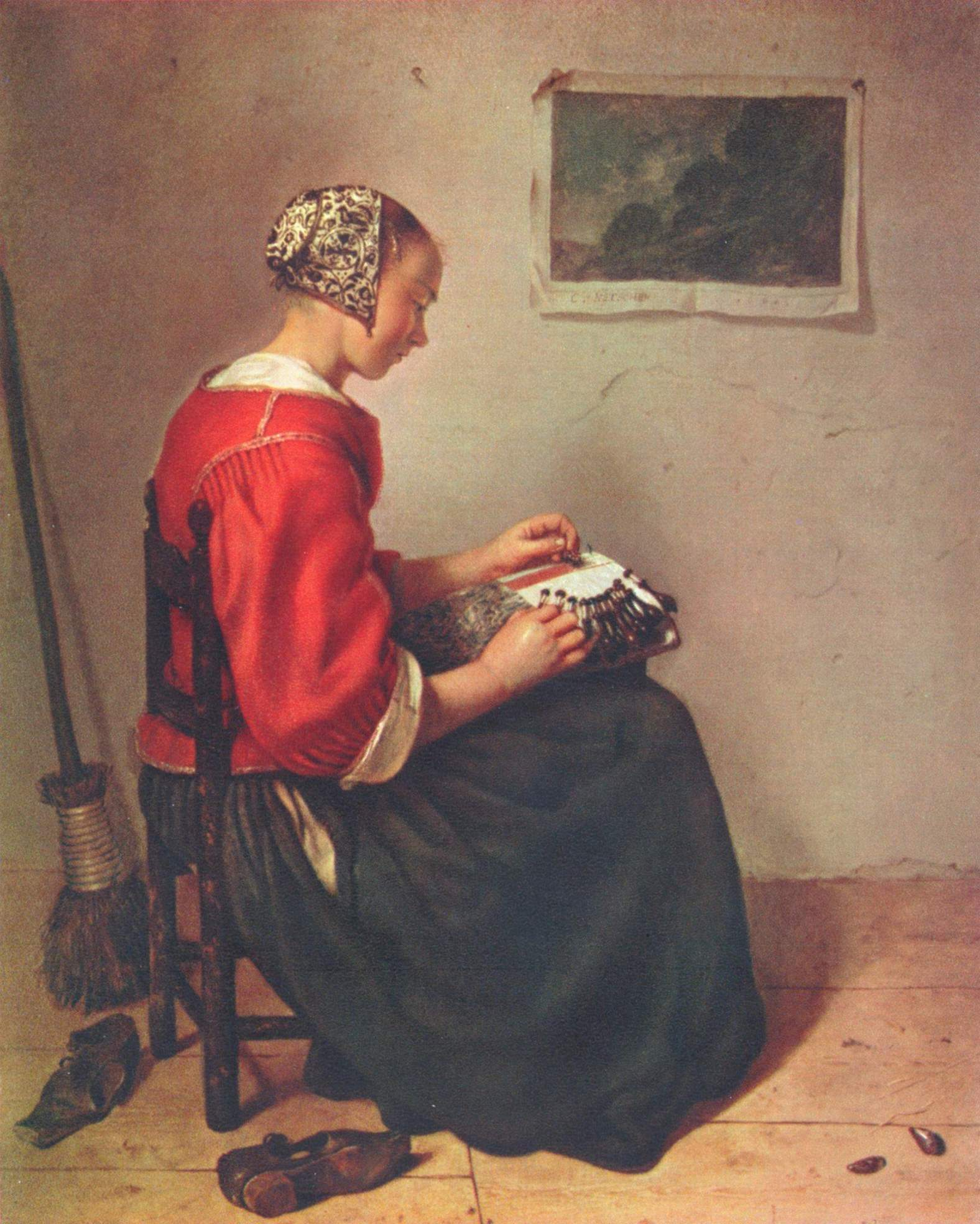
Koronczarka (1662), Wallace Collection, Londyn
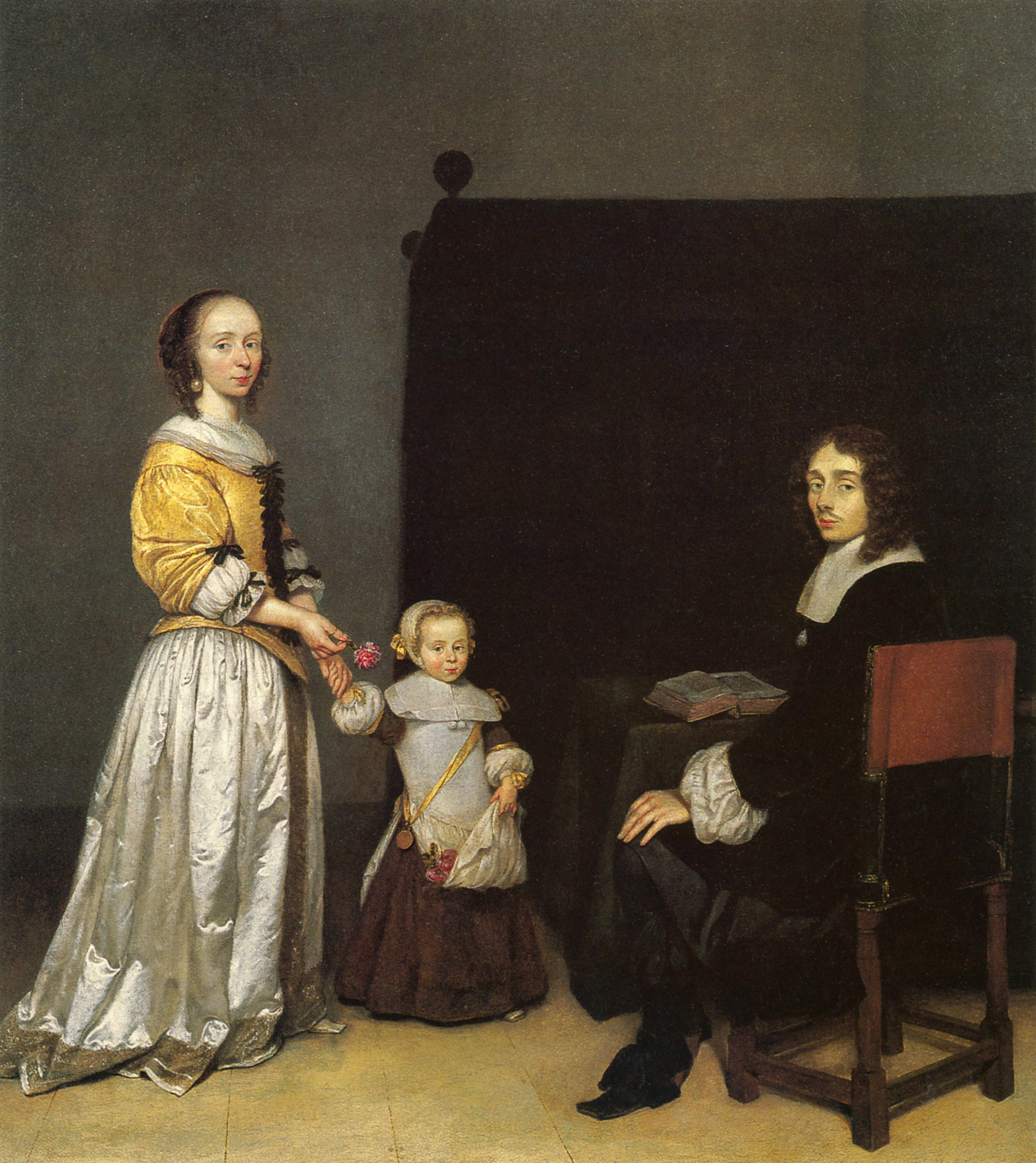
Portret rodziny we wnętrzu (1663), Richard Green Fine Paintings, Londyn
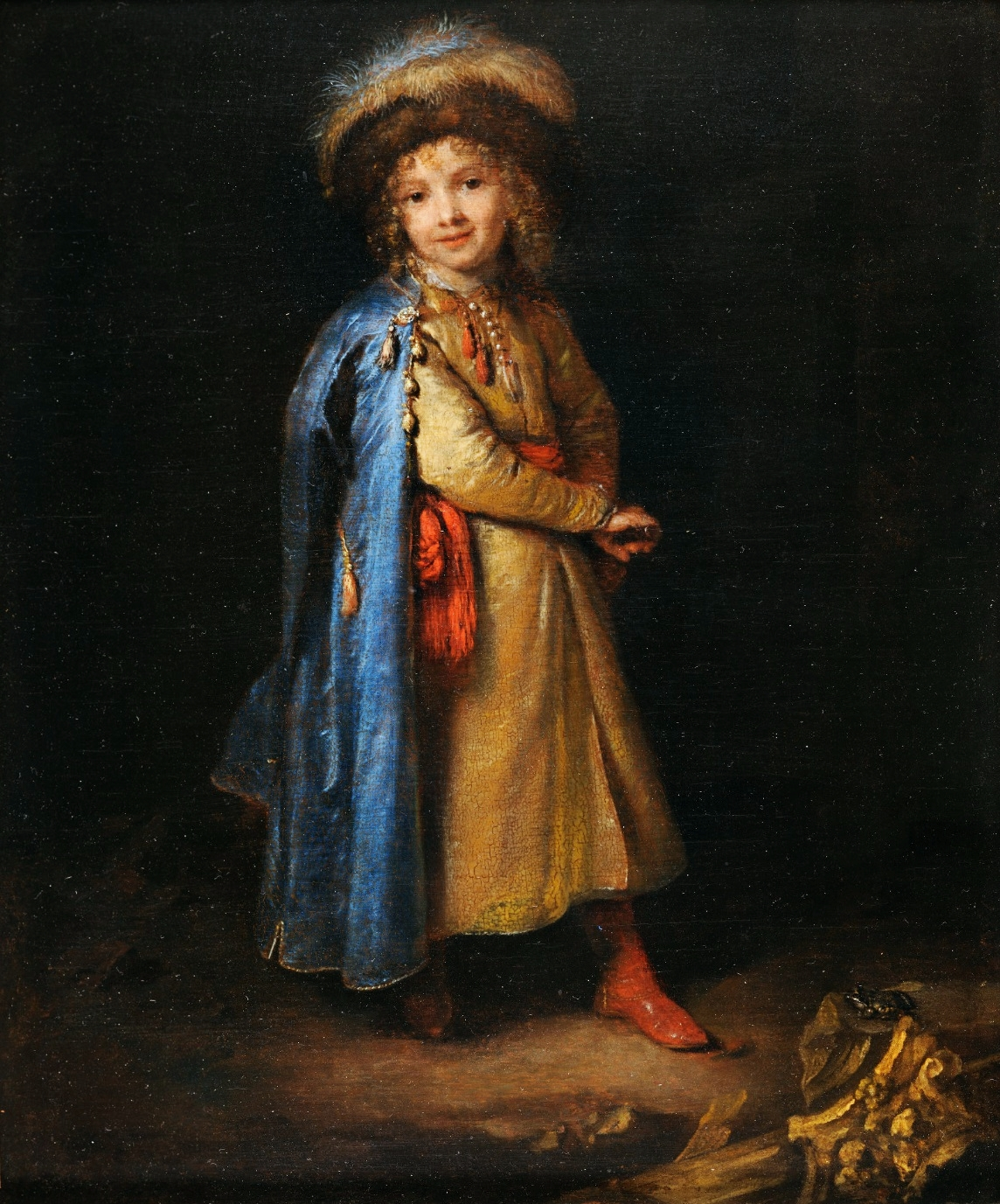
Chłopiec w polskim stroju (1668–1672), Muzeum Czartoryskich, Kraków
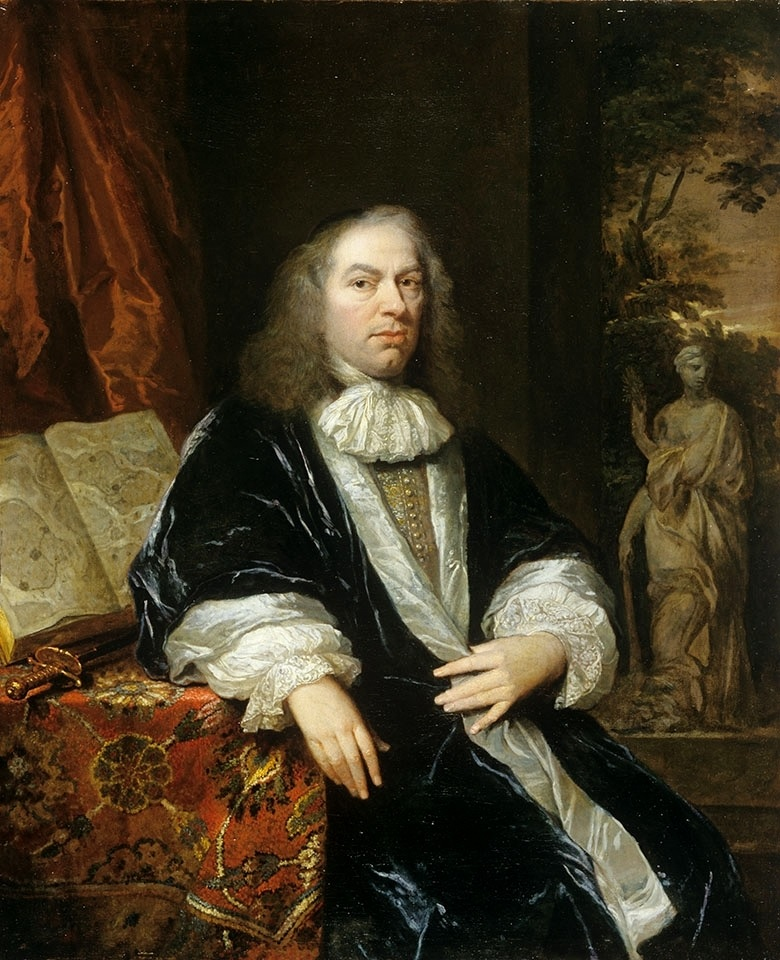
Portret Cornelisa van Evertsen (1675), Zamek Królewski na Wawelu, Kraków
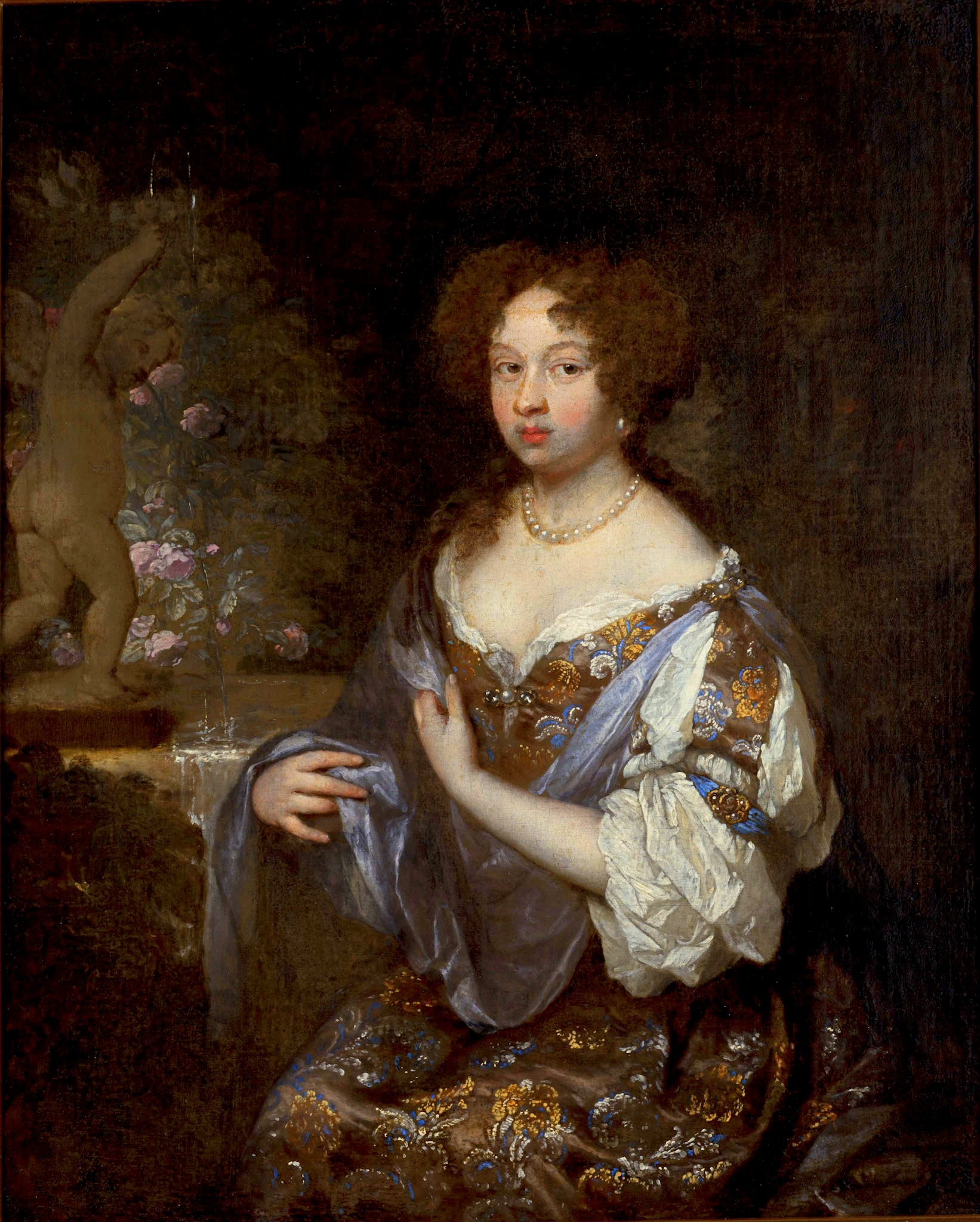
Portret damy (1682), Muzeum Narodowe w Krakowie
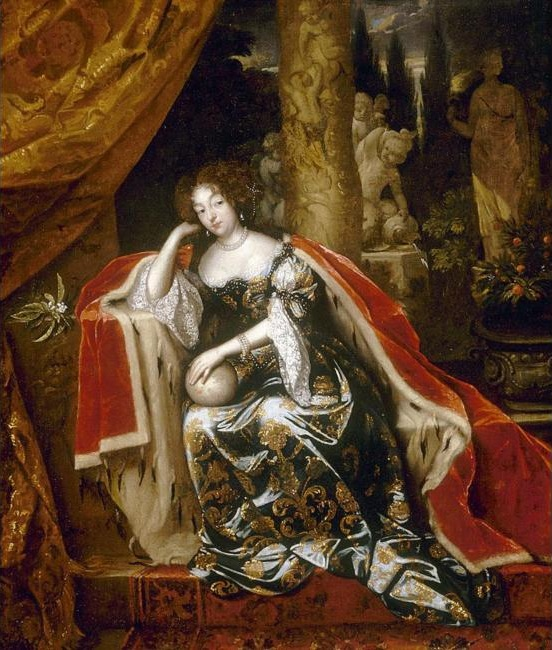
Portret Marii II Stuart (1683), Ermitaż, Petersburg